# Summi Pontificatus
Summi Pontificatus – encyklika o solidarności ludzkiej i państwie totalitarnym ogłoszona 20 października 1939 przez papieża Piusa XII jako pierwszy tego typu akt jego pontyfikatu. Nawiązywała do ogłoszonej 40 lat wcześniej w 1899 r. encykliki „Annum Sacrum” papieża Leona XIII, w której poświęcono świat Najświętszemu Sercu Jezusa. Pius XII uznawał, że był to w czasach szerzącego się materializmu i laicyzmu akt opatrznościowy, bowiem błędy nowoczesności, wynikające z odejścia od religii i Kościoła doprowadziły do „bankructwa duchowego i moralnego”, a ostatecznie do wojny. „Summi Pontificatus” można więc traktować jako program nowego pontyfikatu, którego celem była odbudowa cywilizacji chrześcijańskiej.

## Treść
W swojej encyklice Pius XII potępił rozpętanie II wojny światowej przez totalitaryzm Niemiec nazistowskich i ZSRR. Jednak papież nie wymienił z nazwy ani tych państw, ani systemów politycznych w nich panujących. Krytykę zawarł w sugestywnych słowach przeciw odejściu ludzi od wiary w Boga i od zasad prawa naturalnego, regulującego stosunki międzyludzkie i międzynarodowe. Za najważniejsze zasady uznał równość wszystkich ludzi wynikającą z ich przyrodzonej godności, powszechną solidarność międzyludzką opartą na miłości braterskiej oraz organiczny charakter społeczeństwa z rodziną jako wspólnotą podstawową. Bez wątpienia przypomnienie tych zasad było skierowane przeciw rasizmowi (w tym antysemityzmowi), nacjonalizmowi i teoriom walki klasowej. Następnie Pius XII potępił absolutyzm (wszechwładzę) władzy państwowej, która nie czuje się skrępowana żadnymi nadrzędnymi normami. Rości sobie ona pretensje do rządów nawet nad duszami ludzi. Papież skrytykował takie teorie państwa, zwłaszcza zaś pogwałcenie praw sumienia, w tym swobody wyznawania wiary i wychowania chrześcijańskiego, a także ograniczanie praw rodziny i wolności inicjatywy prywatnej.
Pod koniec encykliki, wymieniając nieszczęścia wojny, której nie udało mu się zapobiec na drodze dyplomatycznych wysiłków, Pius XII wspomniał o Polsce, „narodzie tak Nam drogim, tej Polsce, która przez swą niezłomną wierność dla Kościoła i przez wielkie zasługi, jakie zdobyła, broniąc chrześcijańskiej kultury i cywilizacji - o czym historia nigdy nie zapomni - ma prawo do ludzkiego i braterskiego współczucia całej ludzkości. Położywszy swą ufność w Bogarodzicy Dziewicy, Wspomożyciele Wiernych, czeka ona upragnionego dnia, w którym, jak tego domagają się zasady sprawiedliwości i prawdziwie trwałego pokoju, wyłoni się wreszcie zmartwychwstała z owego jak gdyby potopu, który się na nią zwalił”.
Encyklika zawiera również wizję nowego ładu społecznego, opartego na wartościach chrześcijańskich i prawie naturalnym. Papież wyraził przekonanie, że tylko na ich gruncie możliwe jest zbudowanie sprawiedliwego porządku powojennego.
Pius postrzegał ustroje totalitarne raczej nie jako źródło zła, ale następstwo upadku moralnego ludzkości, i taki pogląd głosił w encyklice:

Jeśli bowiem zło, przez które cierpi dziś ludzkość, pochodzi w części z zaburzenia porządku gospodarczego i z walki o sprawiedliwszy podział dóbr, które Bóg przydzielił ludziom jako środek do życia doczesnego i cywilizacyjnego postępu, to jest rzeczą zupełnie pewną, że główna przyczyna owego zła jest o wiele głębsza, gdyż sięga do dziedziny wierzeń religijnych i do moralnych norm postępowania, a one uległy zepsuciu i pogorszeniu na skutek tego, że ludzie stopniowo odchodzili od zasad godziwości oraz jedności wiary i nauki, kierujących niegdyś życiem dzięki niestrudzonej, dobroczynnej działalności Kościoła.

## Odbiór
Tekst encykliki został objęty cenzurą zarówno w III Rzeczy, jak i w ZSRR.
Szef Gestapo, Heinrich Müller, powiedział o niej:

Encyklika ta jest skierowana wyłącznie przeciw Niemcom, zarówno w odniesieniu do ideologii jak i konfliktu polsko-niemieckiego. Pozostaje poza dyskusją, że jest ona wysoce niebezpieczną zarówno gdy chodzi o politykę zagraniczną jak i wewnętrzną.

„The New York Times” w wydaniu z dnia 28 października 1939 roku informował na pierwszej stronie o opublikowaniu encykliki, opatrzywszy artykuł nagłówkiem „Papież potępia dyktatorów, tych, którzy łamią traktaty oraz rasizm”.
W trakcie „dziwnej wojny” francuskie lotnictwo zrzuciło nad Niemcami 88 tysięcy egzemplarzy encykliki przetłumaczonej na język niemiecki.